# David Crusius
David Crusius (* 29. Januar 1589 in Crimmitschau; † 15. Juni 1640 in Erfurt) war ein deutscher Mediziner, der sich durch den Dienst an prominenten Persönlichkeiten seiner Zeit einen Namen machte.

## Ausbildung
David Crusius wurde am 29. Januar 1589 in Crimmitschau geboren. Sein Vater Johann war ein angesehener Bürger. David erhielt seine frühe Bildung zunächst in seiner Heimatstadt und anschließend in Zwickau. Dank eines Stipendiums, gestiftet vom Erfurter Stadtarzt Adam Myricianus, setzte Crusius seine Ausbildung am Erfurter Gymnasium fort. Trotz Einschreibungen an der Universität Erfurt in den Jahren 1602 und 1603 begann er sein tatsächliches Studium erst zwei Jahre später, da er bei der ersten Einschreibung erst 13 Jahre alt und somit noch nicht eidfähig war.
Crusius’ akademische Laufbahn war geprägt von einem schnellen und teilweise wechselhaften Studienverlauf. Ab 1605 besuchte er Vorlesungen in Erfurt, wechselte jedoch bereits ein Jahr später nach Jena, um Medizin zu studieren. 1607 kehrte er nach Erfurt zurück und erlangte im Alter von nur 18 Jahren den Grad eines Magisters. Seine Bildungsreise führte ihn weiter zu den Universitäten Leipzig, Wittenberg, Marburg, Gießen und Straßburg. Seine akademische Ausbildung krönte er 1609 mit der Promotion zum Doktor der Medizin an der Universität Basel.

## Beruflicher Werdegang
Nach seiner Hochzeit am 11. Juni 1610 mit Helena Hellriegel, der Tochter des Bürgermeisters von Borna, arbeitete David Crusius zunächst kurzzeitig in Borna, kehrte jedoch bald nach Erfurt zurück. Dort etablierte er sich als angesehener Arzt und zog eine hochrangige Patientenschaft an, darunter der hessische Landgraf Moritz, die Grafen Günther XLII. und Anton Heinrich von Schwarzburg-Sondershausen, der anhaltinische Fürst August sowie die sächsischen Herzöge Johann Ernst von Sachsen-Eisenach und Bernhard von Sachsen-Weimar.
Trotz Angeboten für eine Anstellung als Leibarzt von Kurfürst Johann Georg I. sowie Professuren für Medizin in Gießen und Rinteln entschied sich Crusius, alle diese Positionen abzulehnen und seine Praxis in Erfurt fortzusetzen. Im Jahr 1634 wurde er zum dritten Ratsmeister in Erfurt gewählt. Es ist wichtig zu betonen, dass Crusius, obwohl er diese hochgestellten Persönlichkeiten medizinisch betreute, nie offiziell als Leibarzt bestallt wurde, sondern lediglich als behandelnder Arzt ohne fortdauernde Behandlungspflicht fungierte.

## Familie
Von seinen fünf Söhnen erreichten nur zwei das Erwachsenenalter. Sein Sohn Wolfgang Crusius (1621–1658) trat in seine Fußstapfen und übernahm eine Professur für Medizin in Erfurt.